# Rubus pumilus
Rubus pumilus es una especie de planta del género Rubus, perteneciente a la familia Rosaceae.

## Taxonomía
Rubus pumilus fue descrita por Wilhelm Olbers Focke en 1874.

## Distribución
Se encuentra en el territorio de México.